# 塞馬科區
塞馬科區（西班牙語：Distrito de Cémaco），是巴拿馬的一個行政區，位於該國東部，由恩貝拉-沃內安特區負責管轄，面積3,097.5平方公里，2010年人口7,715，人口密度每平方公里17.74人。